# Pseudexostoma yunnanense
Pseudexostoma yunnanense is een straalvinnige vissensoort uit de familie van de zuigmeervallen (Sisoridae). De wetenschappelijke naam van de soort is voor het eerst geldig gepubliceerd in 1935 door Tchang.